# Trieces fusus
Trieces fusus är en stekelart som beskrevs av Henry Keith Townes, Jr. 1959. Trieces fusus ingår i släktet Trieces och familjen brokparasitsteklar. Inga underarter finns listade i Catalogue of Life.